# Morti nel 1583
| Questa pagina contiene informazioni ricavate automaticamente dalle voci biografiche con l'ausilio del template Bio e di un bot. L'aggiornamento è periodico e automatico e ricostruisce completamente la pagina. Se manca una persona in questa lista, sei pregato di non aggiungerla, ma accertati piuttosto che la sua voce biografica contenga il template Bio e che i dati anagrafici siano correttamente compilati. Se il template Bio manca, inseriscilo tu stesso o, in alternativa, metti l'avviso {{tmp\|Bio}} che ne segnala la mancanza. Se i dati riportati sono sbagliati, correggi direttamente la voce biografica; le modifiche saranno visibili in questa lista entro pochi giorni. Per chiarimenti vedi il progetto biografie. La lista contiene solo le 80 persone che sono citate nell'enciclopedia e per le quali è stato implementato correttamente il template Bio. Pagina aggiornata al 10 ago 2025. |

## Gennaio(3)
- 1º gennaio - François de Belleforest, scrittore e traduttore francese (n. 1530)
- 7 gennaio - Maria di Sassonia (n. 1515)
- 20 gennaio - Antonia di Borbone-Vendôme, nobildonna (n. 1494)

## Febbraio(3)
- 22 febbraio - Giovanni I di Braganza, nobile (n. 1543)
- 23 febbraio - Lucy Somerset, nobildonna inglese (n. 1524)
- 27 febbraio - Isabella Grimaldi, nobildonna italiana

## Marzo(5)
- 2 marzo - Fulvio Giulio della Corgna, cardinale e vescovo cattolico italiano (n. 1517)
- 13 marzo - Martín Enríquez de Almansa
- 16 marzo - Bernardino Brugnoli, architetto italiano (n. 1538)
- 18 marzo - Magnus di Livonia, principe danese (n. 1540)
- 20 marzo - Juan de Garay, esploratore spagnolo (n. 1528)

## Aprile(4)
- 14 aprile - Maddalena di Pierfrancesco de' Medici, nobile italiana
- 17 aprile - Ogasawara Nagatoki, militare giapponese (n. 1519)
- 25 aprile - Ottavio Gonzaga, nobile e militare italiano (n. 1543)
- 30 aprile - Jacopo Bozzetto, architetto italiano (n. 1521)

## Maggio(6)
- 6 maggio - Zaccaria Ursino, teologo e predicatore tedesco (n. 1534)
- 17 maggio - Okada Shigeyoshi, militare giapponese (n. 1527)
- 21 maggio - Giovanni Battista Susio, medico e umanista italiano (n. 1519)
- 23 maggio - Günther XLI di Schwarzburg-Arnstadt, militare e diplomatico tedesco (n. 1529)
- 26 maggio - Esmé Stewart, I duca di Lennox, duca scozzese (n. 1542)
- 29 maggio - Riccardo Thirkeld, presbitero inglese

## Giugno(3)
- 6 giugno - Nakagawa Kiyohide, militare giapponese (n. 1542)
- 9 giugno - Thomas Radcliffe, III conte di Sussex, nobile britannico
- 29 giugno - Lorenzo Suárez de Mendoza, spagnolo

## Luglio(6)
- 1º luglio - Sakuma Morimasa, militare giapponese (n. 1554)
- 3 luglio - Francesco I Sforza di Caravaggio, nobile italiano (n. 1550)
- 6 luglio - Edmund Grindal, arcivescovo anglicano britannico (n. 1519)
- 8 luglio - Fernão Mendes Pinto, esploratore e scrittore portoghese
- 9 luglio - Alfonso Ceccarelli, falsario, storico e scrittore italiano (n. 1532)
- 25 luglio - Rodolfo Acquaviva, gesuita e missionario italiano (n. 1550)

## Agosto(4)
- 13 agosto - Giovan Lorenzo Firello, pittore italiano
- 19 agosto - Melchior Miguel Carneiro Leitão, patriarca cattolico e gesuita portoghese
- 22 agosto - Marcantonio Maffei, cardinale e arcivescovo italiano (n. 1521)
- 27 agosto - Giovanni Battista Castelli, vescovo cattolico e diplomatico italiano

## Settembre(6)
- 9 settembre - Humphrey Gilbert, politico e corsaro britannico
- 16 settembre - Caterina Jagellona, principessa polacca (n. 1526)
- 19 settembre - Antonio Lorenzi, scultore italiano
- 27 settembre - Elisabeth Plainacher, austriaca (n. 1513)
- 28 settembre - Francesco Sansovino, letterato italiano (n. 1521)
- 29 settembre - Marco Fedeli Gonzaga, vescovo cattolico italiano

## Ottobre(3)
- 21 ottobre - Laurent Joubert, medico e chirurgo francese (n. 1529)
- 22 ottobre - Ludovico VI del Palatinato, nobile tedesco (n. 1539)
- 26 ottobre - Pirro Ligorio, architetto, pittore e antiquario italiano

## Novembre(4)
- 2 novembre - John Bodey, beato inglese (n. 1549)
- 11 novembre - Gerald FitzGerald, XV conte di Desmond, rivoluzionario irlandese (n. 1533)
- 24 novembre - René de Birague, nobile italiano (n. 1507)
- 30 novembre - Filippo II d'Assia-Rheinfels, nobile tedesco (n. 1541)

## Dicembre(5)
- 7 dicembre - Nurbanu Sultan, sultana ottomana
- 11 dicembre - Fadrique Álvarez de Toledo y Enríquez de Guzmán, nobile e militare spagnolo (n. 1537)
- 23 dicembre - Niccolò Fattore, pittore spagnolo (n. 1520)
- 29 dicembre - Zaccaria Dolfin, cardinale, vescovo cattolico e diplomatico italiano (n. 1527)
- 31 dicembre - Thomas Erastus, teologo e medico svizzero (n. 1524)

## Senza giorno specificato(28)
- Orazio Alfani, pittore e architetto italiano (n. 1510)
- Manoel Álvares, gesuita portoghese (n. 1526)
- Babullah di Ternate, sultano indonesiano (n. 1528)
- Domenico Bonsi, diplomatico italiano (n. 1522)
- Matthijs Bril, pittore fiammingo (n. 1550)
- Lorenzo Costa il Giovane, pittore italiano (n. 1537)
- Johann Thomas Freig, filosofo tedesco (n. 1543)
- Francisco García, giurista spagnolo (n. 1525)
- Hubert Goltz, pittore, numismatico e antiquario fiammingo (n. 1526)
- Isabella Gonzaga di Bozzolo, nobildonna italiana (n. 1521)
- Leopold Grabner zu Rosenburg, nobile austriaco
- Sofia Johansdotter Gyllenhielm, nobile svedese (n. 1559)
- Isono Kazumasa, militare giapponese (n. 1534)
- Jan Michałowicz di Urzędów, scultore e architetto polacco
- Andrej Michajlovič Kurbskij, militare russo (n. 1528)
- Charles de La Rochefoucauld, militare francese (n. 1520)
- Charles de Louviers, francese
- Nasu Suketane, militare giapponese (n. 1527)
- Oda Nobutaka, militare giapponese (n. 1558)
- Oichi, giapponese (n. 1547)
- Uberto Pallavicino, nobile italiano
- Pedro Pizarro, scrittore spagnolo (n. 1514)
- Martino Rota, incisore e pittore italiano
- Giovanni Antonio Salamone, architetto e ingegnere italiano
- Shibata Katsuie, militare giapponese (n. 1522)
- Domenico Tibaldi, architetto, pittore e incisore italiano (n. 1541)
- Juan de Timoneda, scrittore spagnolo
- Carlo Ventimiglia Moncada, nobile, politico e militare italiano (n. 1539)